# 宝贤桥
25°17′16″N 110°17′20″E / 25.2879°N 110.2890°E
宝贤桥位于广西桂林市区的桂湖上（西清湖和宝贤湖交汇处），是“两江四湖”系列桥梁中最具有欧式风格的桥梁。桥结构采用了现代化变截面预应力箱型梁桥技术（“预应力混凝土技术”），是桂林市首座应用该种技术的桥梁。

## 历史
- 宝贤桥旧桥始建于1970年，是三孔拱桥，历经二十几年的风雨侵蚀，青苔遍布，破旧不堪，护栏有的露出了钢筋，被定为危桥。
- 2000年8月8日，旧宝贤桥拆除，开始建设。

## 印象
宝贤桥的桥型、装饰、照明灯仿自法国塞纳河上著名的亚历山大三世桥。桥身两侧雕刻的花环、栏杆形状秀美，色调淡雅，桥体轻盈窈窕，俏丽美观，整座桥显得气派而且稳重。桥两端建有半圆形桥台，供悠闲者凭栏远眺，可以看到西清湖、丽泽湖和宝积山、老人山、鹦鹉山在湖中的倒影。桥南有宋代遗留的古城墙，桥北是螺丝山。
宝贤桥全长47.24米，宽12米，不到亚历山大三世桥的一半。

### 装饰
装饰是宝贤桥的一个精彩看点。
桥身主体由64个巨大的“巴洛克花环”组成，图案清晰漂亮，桥下由36根雕刻后的大花岗岩桥拱托体，桥上栏杆由40个大方型花瓶、24个小方型花瓶和364个小圆型花瓶组成。整个桥体的采用花岗岩和汉白玉大理石。